# Calea ferată Oravița–Anina

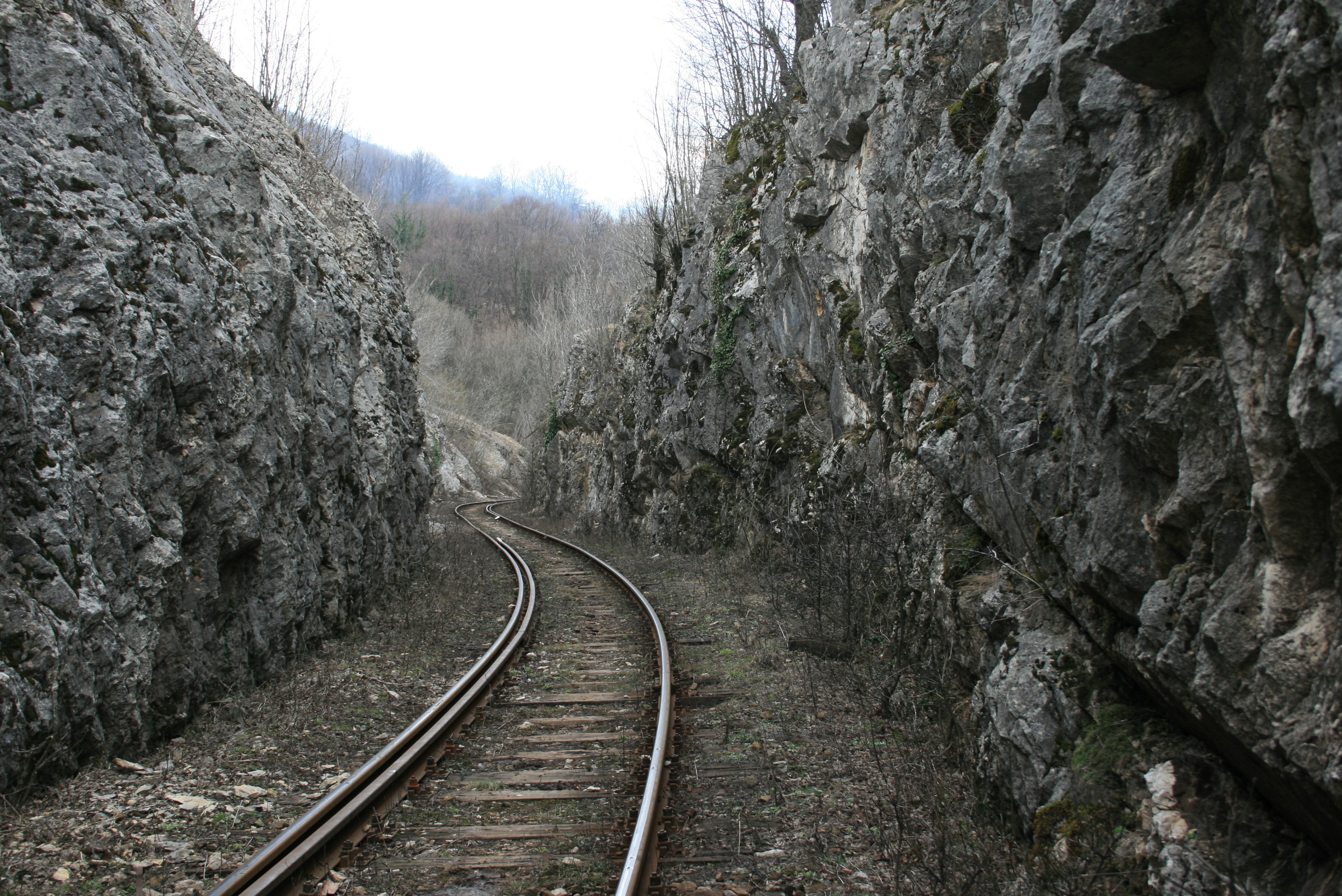
Vedere de pe linia ferată Oravița - Anina.

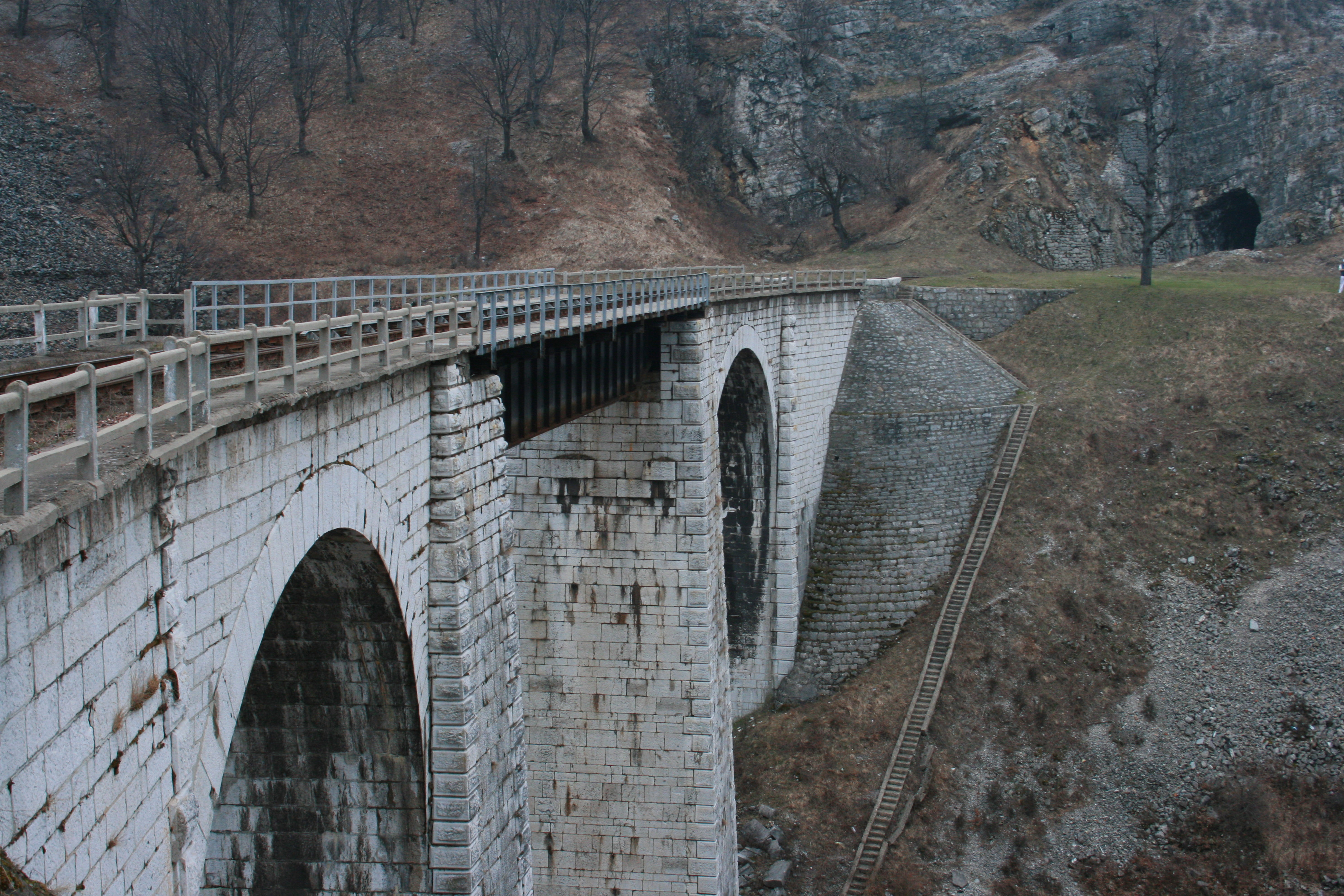

Calea ferată Oravița–Lișava–Anina a fost inaugurată la 15 decembrie 1863, fiind prima cale ferată montană (și a patra construită) de pe teritoriul actual al României. 
Construcția ei a început în anul 1861 și a fost o lucrare inginerească dificilă pentru că se situa într-o regiune muntoasă (partea de vest a Munților Banatului), greu accesibilă urcând pe cei 33,4 km ai traseului, 339 de m, având nu mai puțin de 14 tunele cu o lungime totală de 2,1 km și 9 viaducte.
Traseul pornește de la Oravița (oraș situat la 220 de m altitudine medie) apoi urcă pe platoul din masivul Munților Semenic, urmând un traseu pe care nu se află nici un alt drum. Datorită razelor de curbură mici, unele chiar de numai 104 m, și a rampelor mari cu declivitate maximă de 21 ‰, linia se aseamănă foarte mult cu celebra cale ferată Semmering.
Pentru remorcarea trenurilor pe dificilul traseu Oravița-Anina trebuia utilizată o locomotivă articulată cu un ampatament mic și cu o greutate aderentă de cel puțin 42 tf (tone-forță) iar sarcina pe osie era limitată la 9,5 tf/osie, din cauza slabei rezistențe a șinelor utilizate.
Conform temei de proiectare, locomotiva trebuia trebuia să remorcheze pe rampele cu declivitatea de 21 ‰, un tonaj maxim de 110 tf, cu o viteză de cel puțin 11 km/h. Pentru a nu se depăți rezistența șinelor, inginerul Pius Fink a proiectat o locomotivă-tender cu 5 osii cuplate de tip E-1. Acest inginer, cunoscut în special prin realizările sale prin culisa cun un singur excentric sau prin injectorul Pius, a inventat o cuplare originală între ultima osie a locomotivei propriu-zisă și prima osie a cadrului tenderului care se baza pe sistemul Kirchweger (1852).
Patru asemenea locomotive au fost special construite pentru calea ferată Oravița-Abina, între anii 1861-1867 în cadrul fabricii de locomotive a societății StEG. Al doilea tip de locomovite-tender, de tip D-t, au fost introduse în perioada 1881-1884, având o viteză maximă de 35 km/h. Ele au fost înlocuite în 1930 de locomotive-tender C.F.R. 40.0001-40.0005 care au fost construite la Reșița în 1929, special pentru linia Oravița-Anina.

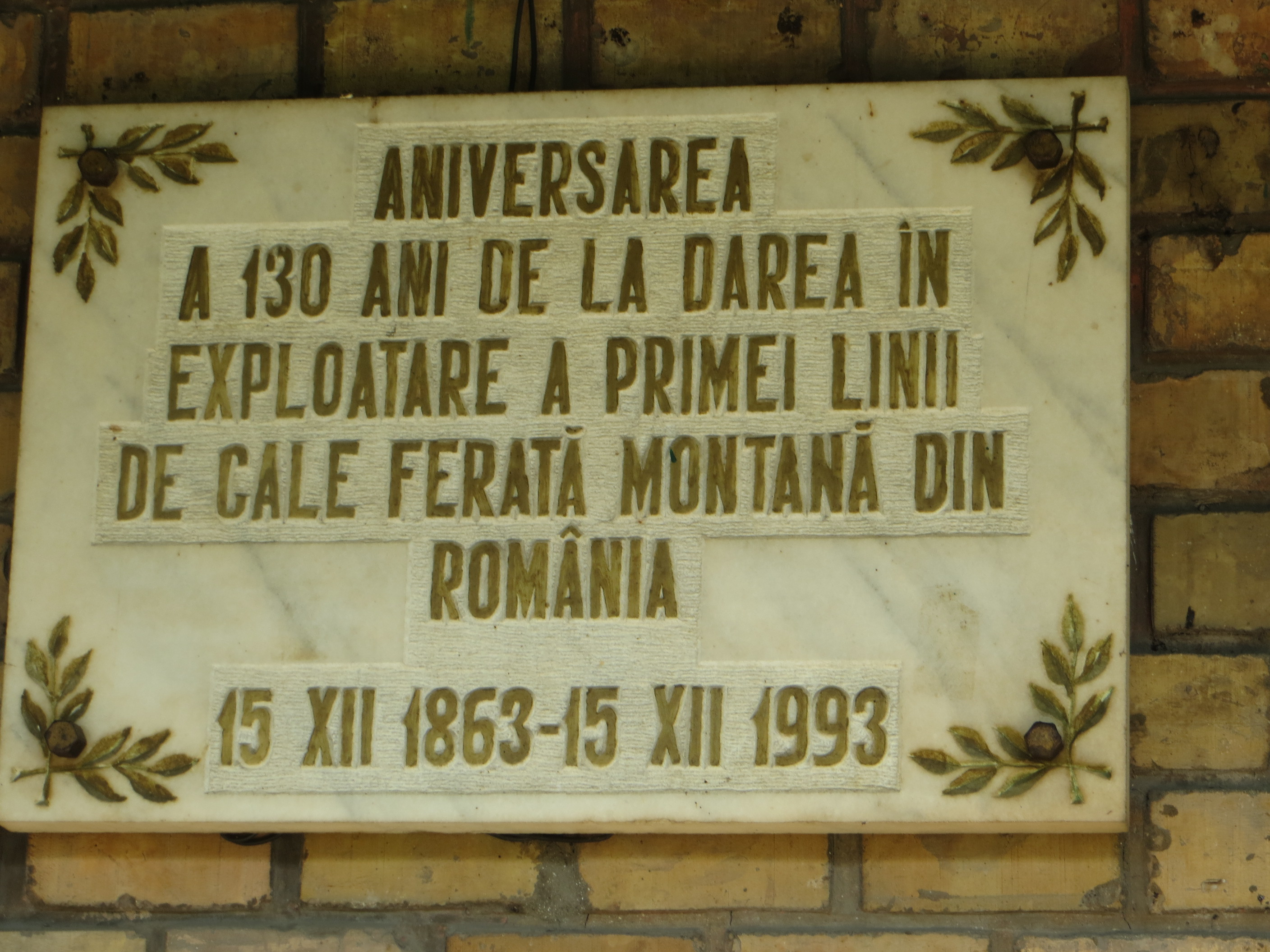
Aniversare a 130 de ani de la inaugurarea liniei de cale ferată Oravița-Anina, cea mai veche și prima de acest gen din Banat.

În anul 1956 pe această secție au fost introduse locomotive cu parametrii superiori din seria C.F.R. 50.000, care au sporit tonajul remorcat de la 150 tf. la 235 tf. iar în anul 1977-1978, pentru a sporirea capacității secției, a fost introdusă dubla tracțiune cu aburi, iar în 1980 dubla tracțiune diesel-electrică cu locomotive LDE-125 de 1250 cai-putere (920 kW) obținându-se un tonaj de 600 tf., respectiv o capacitate zilnică a secției de 10.000 tf.
Această porțiune face parte din situl „Calea ferată Baziaș-Oravița-Anina”, fiind clasată ca monument istoric (cod LMI CS-II-a-A-10949.02). Tot monument istoric este și clădirea gării Anina.